# داسا (سانسکریت)
داسا (انگلیسی: Dasa)، واژه‌ای سانسکریت است که در متون هندی باستانی مانند ریگ‌ودا، متون دینی پالی و ارته‌شاستره یافت می‌شود. این اصطلاح ممکن است به معنای «برده»، «دشمن» یا «بنده» باشد، اما داسا یا داسیو می‌توانند معانی زیر را نیز داشته باشند: «بنده خدا»، «عابد»، «نیت‌خواه» یا «کسی که تسلیم خدا شده است». داسا ممکن است پسوند یک نام خاص برای نشان دادن «برده» یک شخص محترم یا یک خدای خاص باشد.
داسا در برخی زمینه‌ها به داسیو و اسوراها نیز مربوط می‌شود که برخی از محققان بسته به بافتی که این کلمه در آن به کار می‌رود، به «دیو»، «نیروهای مضر ماوراء طبیعی»، «برده»، «خدمت‌کار» یا «بربر» ترجمه شده‌اند.